# Theodor Kaluza
Theodor Kaluza (Oppeln (tegenwoordig het Poolse Opole), 9 november 1885 – Göttingen, 19 januari 1954) was een Duits wiskundige en natuurkundige.
Kaluza leverde in 1919 een belangrijke bijdrage aan de theoretische fysica door Maxwells theorie van het elektromagnetisme samen met Einsteins theorie van de zwaartekracht te verenigen tot één omvattende theorie. Door een vijfde dimensie in te voeren (naast de al bekende vier ruimte-tijd) dimensies) konden beide theorieën verenigd worden. De Zweedse wiskundige Oskar Klein kon later de onzichtbaarheid van de vijfde dimensie verklaren door aan te nemen dat deze dimensie "opgerold" was tot zeer kleine omvang. Sindsdien gaat deze theorie door het leven onder de naam Kaluza-Klein-theorie.
Kaluza was op jonge leeftijd reeds zeer geïnteresseerd in wiskunde en ging aan de Universiteit van Königsberg verder studeren. Hij verkreeg het recht om te doceren aan Duitse universiteiten (Habilitation) in 1911 en werd Privatdozent, een positie die niet voor veel inkomen zorgde. Zijn kwaliteiten werden niet hoog ingeschat door de staf van de Universiteit, waardoor hij geen betaalde baan aan de universiteit kreeg aangeboden.
Toen Albert Einstein in 1919 een brief van hem onder ogen kreeg waarin hij zijn nieuwe theorie uiteenzette was deze zeer enthousiast. Einstein moedigde hem aan zijn originele ideeën te publiceren, wat in 1921 gebeurde. Mede door aandringen van Einstein werd Kaluza benoemd tot hoogleraar in Kiel. In 1935 volgde zijn aanstelling tot hoogleraar aan de Universiteit van Göttingen. Vlak voor zijn emeritaat stierf hij.
Door de opkomst van de kwantummechanica verbleekte de belangstelling voor de ideeën van Kaluza en Klein snel. Lange tijd werd de vijfde dimensie als een wiskundige truc gezien, zonder fysische betekenis. Sinds de opkomst van de stringtheorie is de Kaluza-Klein-theorie weer hoogst actueel.